# Nermin Nikšić
Nermin Nikšić (ur. 27 grudnia 1960 w Konjicu) – bośniacki polityk narodowości boszniackiej. Premier Federacji Bośni i Hercegowiny od 17 marca 2011 do 31 marca 2015 i ponownie od 28 kwietnia 2023.
Ukończył w 1986 prawo na Uniwersytecie w Mostarze. Pracował jako urzędnik. W latach 1992–1995 służył w Armii Republiki Bośni i Hercegowiny (7 brygada i 43 brygada). Od 1993 jest członkiem Socjaldemokratycznej Partii Bośni i Hercegowiny, od grudnia 2014 przewodniczy partii. W latach 2000–2007 był, a od 2018 ponownie jest, członkiem Izby Reprezentantów Bośni i Hercegowiny, jednej z dwóch izb Zgromadzenia Parlamentarnego Bośni i Hercegowiny.
Żonaty z Nadiją. Ma córkę Najrę i syna Harisa.